# XS Games
XS Games est un studio de développement de jeux vidéo fondé en 2002 à New York.

## Ludographie
PlayStation
- Hugo : Le Miroir maléfique
- Jigsaw Madness
- Mobile Light Force
- Monster Bass!
- Prism Land Story
- Sol Divide
- Superstar Dance Club #1 Hitz
- Virtual Pool 3
- XS Junior League Football
- XS Junior League Dodgeball
- XS Junior League Soccer
- XS Moto

PlayStation 2
- Castle Shikigami
- Castle Shikigami 2
- Digital Hitz Factory
- DT Racer
- PopStar Guitar
- Rebel Raiders: Operation Nighthawk
- The Red Star
- Super PickUps
- Super Trucks Racing
- War Chess

Xbox
- Knights Apprentice: Memorick's Adventures
- Pure Pinball
- Still Life
- Syberia
- Syberia II

Nintendo DS
- Commando: Steel Disaster
- Aqua Panic!

Game Boy Advance
- Ten Pin Alley 2
- Thunder Alley
- XS Moto

Wii
- Power Punch
- My Personal Golf Trainer with IMG Academies and David Leadbetter
- Aqua Panic!
- Crazy Mini Golf 2
- Bass Pro Shops: The Hunt
- Bass Pro Shops: The Hunt - Trophy Showdown
- Bass Pro Shops: The Strike
- Bass Pro Shops: The Strike - Tournament Edition
- Junior League Sports
- PopStar Guitar
- Rebel Raiders: Operation Nighthawk
- Super PickUps
- Ten Pin Alley 2

PC
- Bass Pro Shops: The Strike
- Chicago 1930
- Syberia II
- Wanted Dead or Alive